# 锡斯里
锡斯里（法語：Cisery，法語發音：[sizʁi]）是法国勃艮第-弗朗什-孔泰大区约讷省的一个旧市镇，属于阿瓦隆区。2019年，锡斯里与邻近的4个市镇合并为新市镇吉永泰尔普莱讷。

## 地理
锡斯里（47°30'39"N, 4°3'40"E）面积4.7 平方千米，位于法国勃艮第-弗朗什-孔泰大區约讷省，该省份为法国中北部内陆省份，西接卢瓦雷省，西北接塞纳-马恩省，南至涅夫勒省，东临科多尔省，东北与奥布省接壤。
与锡斯里接壤的市镇（或旧市镇、城区）包括：特雷维伊、吉永、萨维尼-昂泰尔普莱讷。
锡斯里的时区为UTC+01:00、UTC+02:00（夏令时）。

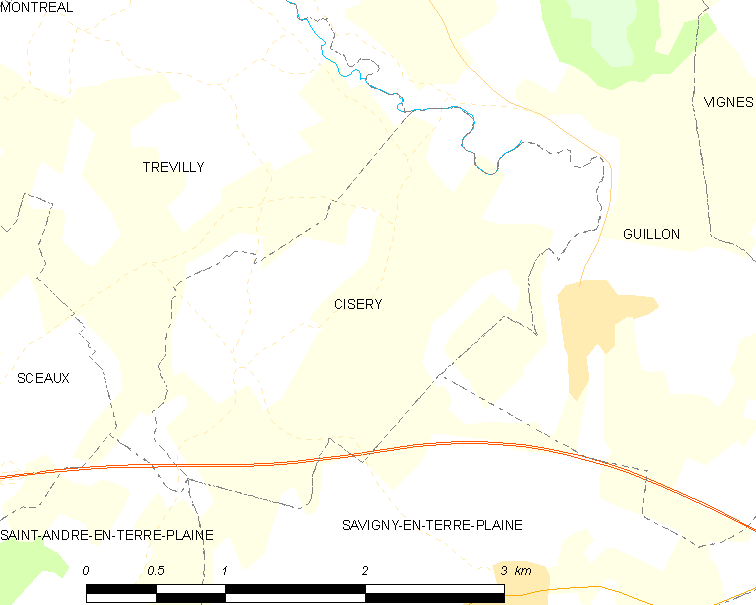
锡斯里的OSM定位图

## 行政
锡斯里的邮政编码为89420，INSEE市镇编码为89109。

## 政治
锡斯里所属的省级选区为沙布利县。

## 人口

1962-2008年间锡斯里人口变化图示

锡斯里于2018年1月1日时的人口数量为55人。